# FN FAL
FN FAL (franc. "Fusil Automatique Léger", hrv.: lagana automatska puška, poznata i kao „falovka“) bojna je puška koju je projektirao Dieudonné Saive u Belgiji 1957. i koju proizvodi FN Herstal.
Poznata po imenu „Desna ruka slobodnog svijeta“ zbog toga što su je primarno usvajale zemlje NATO-a i njihovi suradnici, s iznimkom SAD-a. Jedna je od najkorištenijih pušaka u povijesti
, od nastanka koristilo ju je više od 90 zemalja, sa još mnogima koje je i danas koriste, primarno zemlje Južne Amerike, Afrike i Bliskog Istoka, a često se nalazi i u rukama gerilskih ratnika i revolucionara.

## Povijest
Prvi prototip završen je 1946. godine u kalibru 7.92×33mm Kurz koji su koristili Nacisti u Drugom svjetskom ratu. Nakon što se Britanska vojska zainteresirala za pušku, dolazi do nekolicine prototipa u kalibru 7×43mm ili .280 British. U tim prototipima postojala je i bullpup izvedba FAL-a, ali se od nje odustalo.
U Ujedinjenom Kraljevstvu godine 1950. testirali su se prototipi FN FAL-a, EM-2, britanska puška koja se koristila na kratko 1951. godine, i američkog T25. SAD-u se nije sviđao kalibar, željeli su nešto jače i predložili su kalibar 7,62×51 mm NATO ili .30 Light Rifle, što je FN Herstal odlučio prihvatiti jer je izgledalo da će Britanci uzeti svoj EM-2 što se i dogodilo.
Kada se Winston Churchill vratio na vlast 1951., odlučio je standardizirati 7,62×51 mm NATO jer se očekivalo da će tada SAD uzeti FN FAL koji će postati standard svim NATO članicama. No SAD je želio da se testovi nastave, te je uzeo inačicu M1 Garanda, tada pod imenom T44, danas poznatu kao M14, umjesto FN FAL-a.

## Vrste
Zbog korištenja u mnogim zemaljama, postoje i mnoge varijante FN FAL-a. Prve varijante su upravo prototipi koji su doveli do završnog projekta, FN FAL kalibra 7.92mm Kurz, FN FAL kalibra .280 British, i bullpup FN FAL kalibra .280 British.
Sam FN Herstal napravio je nekoliko verzija, LAR 50.41 i LAR 50.42 (poznat i kao FAL HBAR ili FALO prema franc. Fusil Automatique Lourd)  koji je služio kao laka strojnica zbog čega je imao deblju cijev, ali ostaje na samo 30 metaka u spremniku. Koristila ga je Kanada do 1980-ih kada je uzela FN Minimi. Isto tako ga je koristila i Australija i neke države Commonwealtha, ali je isto zamijenjen u Australiji sa FN Minimi. Razlika između 50.41 i 50.42 je u kundaku, prvi je od plastike, drugi je od drva. 

Četiri su slične verzije FAL-a FN FAL 50.61 (FAL Type 3 PARA),  FN FAL 50.62 (FAL Type 3 Para 18), FAL 50.63 (FAL Type 2 Para 16), FAL 50.64 (FAL Para 3) s duljinama cijevi od 533 mm, 458 mm, 436 mm odnosno 533 mm. Svi su imali preklopljive kundake, a FAL 50.62 i FAL 50.63 napravljeni su za padobrance, s time da je na FAL 50.63 specifično napravljen da može izaći horizontalno iz američkih zrakoplova C-119 Flying Boxcar koje je koristila Belgija.
„Sturmgewehr 58“ (Stg 58) inačica je sa selektivnom paljbom i jednostavnom prilagodljivošću. Koristi je Austrija za ceremonije.
Olin-Winchester FAL projektirao je Stefan Kenneth Janson koji je projektirao i EM-2. Olin-Winchester FAL ima dvije cijevi i koristi kalibar 5.56mm "Duplex" koji je projektiran tijekom projekta SALVO, projekt koji je SAD započeo jer se očekivalo da će više metaka ispaljeno odjednom dati bolju preciznost. 

DSA SA58 FAL je američka verzija FAL-a koju je proizvodio David Selvaggio Arms. Napravili su nekoliko vrsta:
- SA58 OSW (eng. „Operational Specialist Weapon“, hrv. operacijsko specijalno oružje) jest jurišni karabin napravljen s cijevi od 279 mm ili 330 mm i punom automatskom opcijom
- SA58 CTC (eng. „Compact Tactical Carbine“, hrv. kompaktni taktički karabin) jest  karabin s cijevi od 413 mm i punom automatskom opcijom
- SA58 SPR (eng. „Special Purpose Rifle“, hrv. puška za posebne namjene) jest poluautomatska puška s utorima u debljoj cijevi od 482,6 mm (19 inča) i 10 metaka u spremniku i bržim okidačem
- SA58 DMR (eng. „Designated Marksman Rifle“, približno hrv. laka snajperska puška) jest poluautomatska puška s utorima u debljoj cijevi od 412,75 mm (16.25 inča)
- SA58 Pistol je poluautomatski pištolj s cijevi od 203,2 mm (8 inča)

Venezuela je naručila FAL od FN Herstala u kalibru 7x49.15mm Optimum 2 (poznat i kao 7 mm Liviano ili 7 mm venezuelanski). Taj je kalibar bio predviđen kao međukalibar 7,62×51mm NATO-a. Na projektiranju tog FAL-a radili su i Venezuela i Belgija, no na kraju se odustalo od projekta zbog geopolitike Hladnog rata i standardizacije kroz NATO i suradnike, jedan od kojih je bila Venezuela, te su se prebacili na 7,62×51mm NATO.
Argentinski FAL M5 modernizirana je verzija FAL-a, iako je nepoznato koliko točno ih se koristi u argentinskoj vojsci. Od tog projekta modernizacije nastale su još tri verzije: FAMA (špan. „Fusil Argentino Modelo Asalto“, hrv. argentinska jurišna puška) napravljena za padobrance, FAMCa (špan. „Fusil Argentino Modelo Carabina“, hrv. argentinski karabin)) i FAMTD (špan. „Fusil Argentino Modelo Tirador Destacado“, hrv. argentinski laki snajper)) koji je napravljen kao laki snajper, dostupan u izvedbama s lakšom ili debljom cijevi.
Još možemo navesti FN FAL-ove pod drugim imenom zbog proizvodnje izvan Belgije koje nemaju većih promjene u odnosu na izvornik, a to su: britanska i australska „L1A1 Self Loading Rifle“ (hrv. samopunjiva puška), kanadski C1, južnoafrički R1, portugalski Espingarda Automática 7,62 mm FN m/962, nigerijski NR-1, tajlandski Rifle Type 05, izraelski ROMAT M1953, nizozemski „Het licht automatisch geweer“ po uzoru na obični FAL, snajper „Geweer Lange Afstand“ i „Het zwaar automatisch geweer“ po uzoru na FAL 50.42.

## Sukobi
Zbog uporabe u mnogim zemljama, FN FAL koristio se i u mnogim ratovima i sukobima. Neki od poznatijih su:

### 1950-e
- Kubanska revolucija
- Vijetnamski rat

### 1960-e
- Rodezijski građanski rat
- Invazija u Zaljevu svinja
- Šestodnevni rat
- Sjevernoirski sukob

### 1970-e
- Jomkipurski rat
- Turska invazija Cipra
- Rat u Vijetnamu

### 1980-e
- Falklandski rat
- SAD invazija Grenade

### 1990-e
- Zaljevski rat
- Građanski rat Ruande
- Domovinski rat – kupljeni od Argentine[9]

### 2000-e
- Meksički drogeraški rat

### 2010-e
- Rat u Libiji 2011.
- Građanski rat u Siriji
- Građanski rat u Jemenu

### 2020-e
- Invazija Rusije na Ukrajinu 2022. – 2023.